# Хліборобська Правда
«Хліборобська Правда» (1923 «Хлібороб») — політичний тижневик, з'являвся (нерегулярно) 1924 — 1938 у Чернівцях. До 1930 орган Національної Хліборобської (рум.) Партії, згодом Української Хліборобської Партії; стояла на послугах румунської політики, поборювала Українську національну партію. Видавець і редактор К. Кракалія; співробітники: Г. Андріящук, С. Никорович-Гнідий (редактор «Літературно-наукового додатку» і сторінки «Жіночі справи» 1935), О. Ковальський, І. Бордейний.